# Eublemma leptinia
Eublemma leptinia är en fjärilsart som beskrevs av Paul Mabille 1899. Eublemma leptinia ingår i släktet Eublemma och familjen nattflyn. Inga underarter finns listade i Catalogue of Life.